# Rytwiany

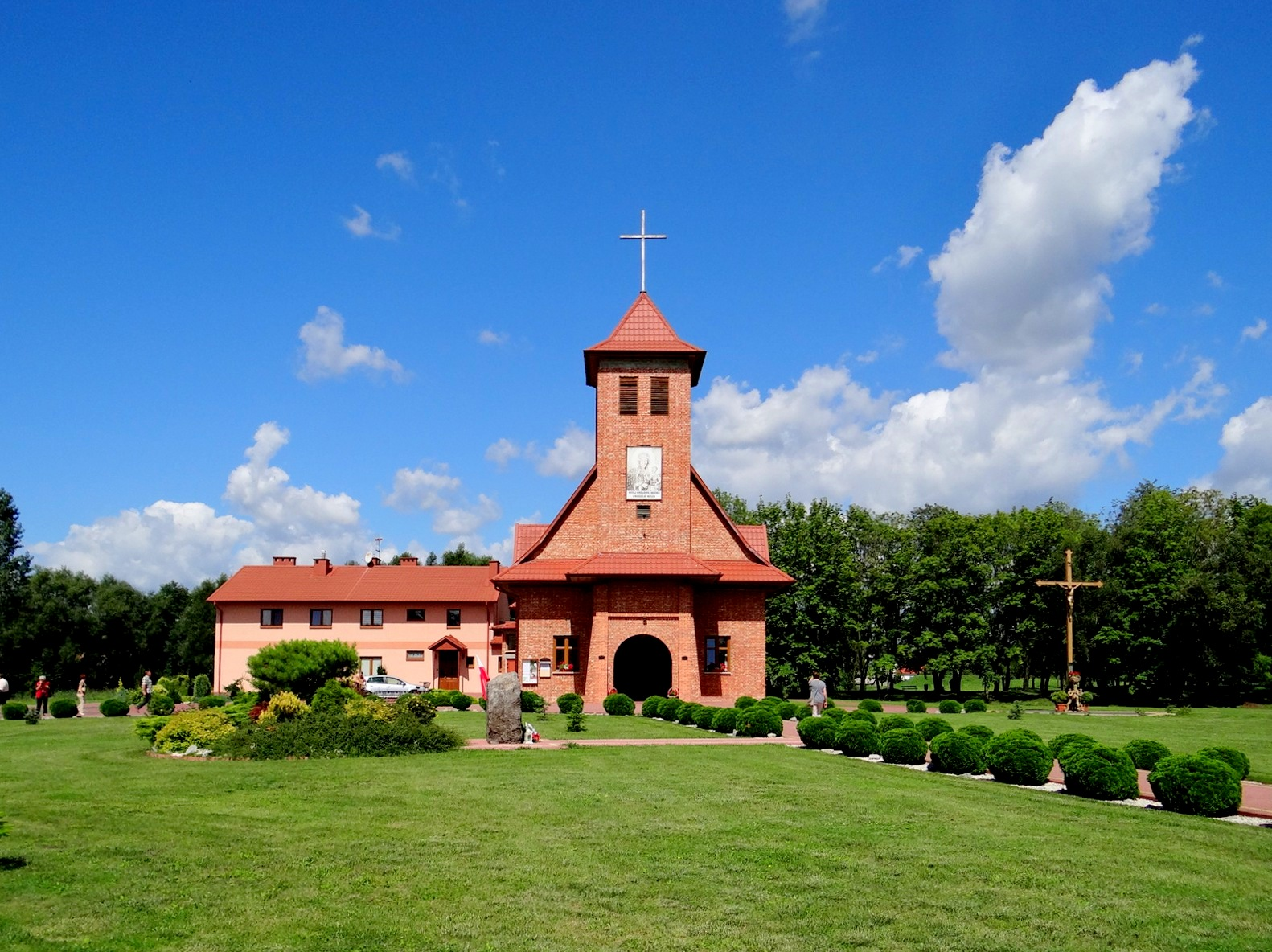
Kościół św. Maksymiliana Kolbego

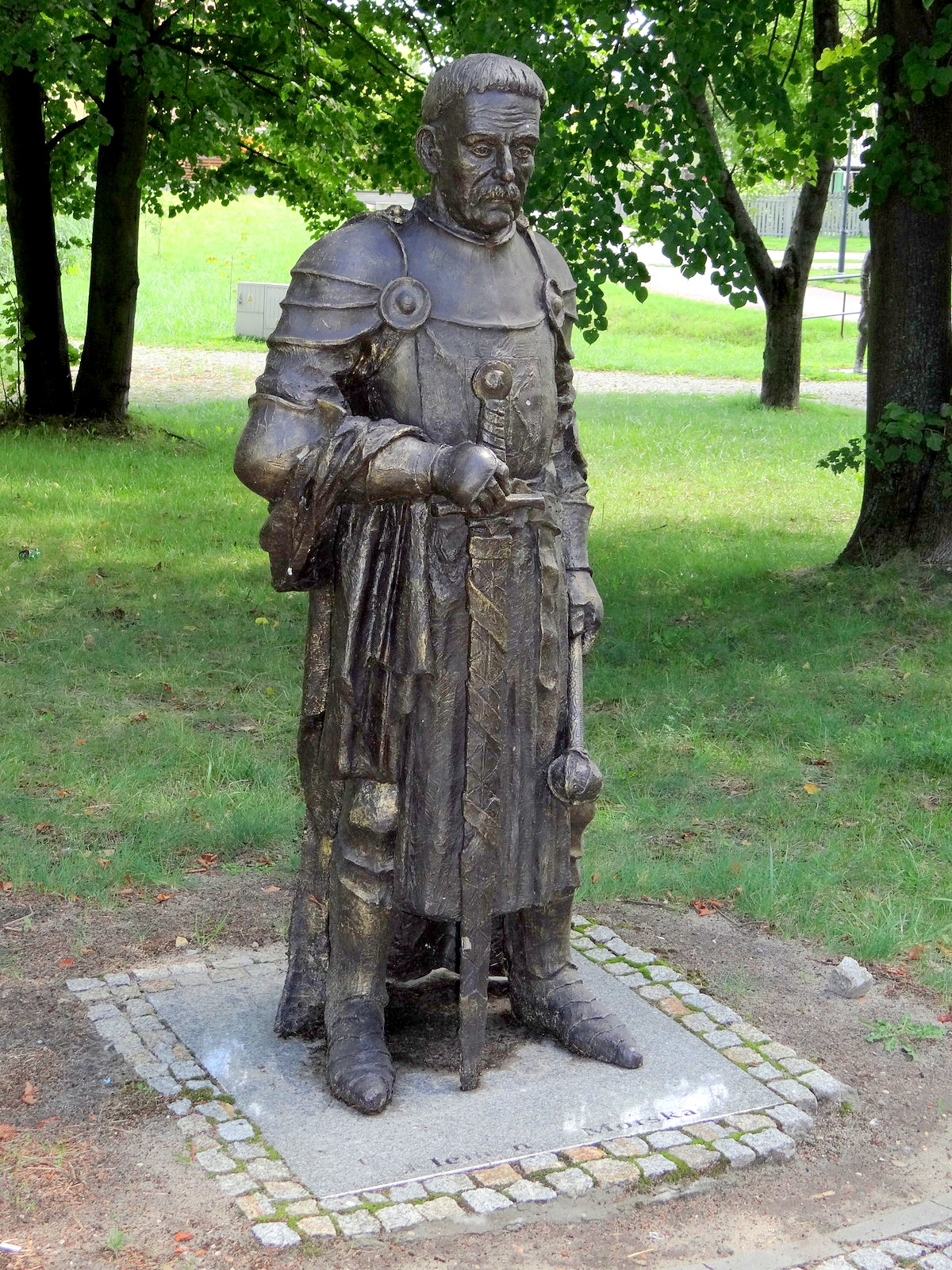
Jedna z figur Pocztu władców Rytwian

Rytwiany – wieś w Polsce, położona w województwie świętokrzyskim, w powiecie staszowskim, w gminie Rytwiany.
W latach 1975–1998 miejscowość należała do województwa tarnobrzeskiego.
Położona nad rzeką Czarną Staszowską, 5 km na południowy wschód od Staszowa. Siedziba władz gminy Rytwiany.
Przez wieś przechodzi  zielony szlak turystyczny z Chańczy do Pielaszowa.

## Współczesne części wsi
Poniżej w tabeli 1 integralne części wsi Rytwiany (0805755) z aktualnie przypisanym im numerem SIMC (zgodnym z Systemem Identyfikatorów i Nazw Miejscowości) z katalogu TERYT (Krajowego Rejestru Urzędowego Podziału Terytorialnego Kraju).
| SIMC    | Nazwa         | Rodzaj     |
| ------- | ------------- | ---------- |
| 0805844 | Golejów       | przysiółek |
| 0805761 | Kopaliny      | część wsi  |
| 0805778 | Krutyczki     | część wsi  |
| 0805784 | Niwy          | część wsi  |
| 0805790 | Piaski        | część wsi  |
| 0805809 | Pod Cegielnią | część wsi  |
| 0805815 | Podkłodzie    | część wsi  |
| 0805821 | Poręby        | część wsi  |
| 0805838 | Wycinek       | część wsi  |

## Dawne części wsi – obiekty fizjograficzne
W latach 70. XX wieku przyporządkowano i opracowano spis lokalnych części integralnych dla Rytwian zawarty w tabeli 2.

| Nazwa wsi – miasta  | Nazwy części wsi – miasta | Nazwy obiektów fizjograficznych – charakter obiektu |
| ------------------- | --- | --- |
| I. Gromada RYTWIANY | | |
| 1. Rytwiany         | 1. Glinki 2. Golejów 3. Klasztor 4. Kopaliny 5. Krutyczki 6. Na Szosie 7. Niwy 8. Pałac 9. Piaski 10. Pod Cegielnią 11. Pod Pałacem 12. Podborze 13. Podkłodzie 14. Poręby 15. Rytwiany-Folwark 16. Rytwiany-Kolonia 17. Skrzypiec 18. Stawki 19. Wiśniówka 20. Wycinek 21. Zarzecze | 1. Barani Kąt – pole 2. Borek – las 3. Chłopski Las – las 4. Czarna – rzeka 5. Hajdugi – pole 6. Kopaliny – pole, łąka 7. Krutyczki – pole 8. Las Klasztorny – las 9. Lotnisko – pole 10. Moczydle – pole, łąka 11. Na Zamku – pole 12. Niwy – pole 13. Piaski – pole 14. Pluskawa – las, łąka 15. Pniaki – pole 16. Pod Cegielnią – pole, łąki 17. Pod Kolejką – łąki 18. Podborze – pole, las 19. Podkłodzie – pole 20. Poręby – łąki 21. Rzemiakiew – pole 22. Skrzypiec – las 23. Stawki – pole, łąka 24. Stawy – stawy 25. Tatary – pole 26. Torfowe Doły – jezioro 27. Wzory – pole 28. Zarzecze – pole 29. Zugaje – pole 30. Zwierzyniec – pole, nieużytki |

## Historia

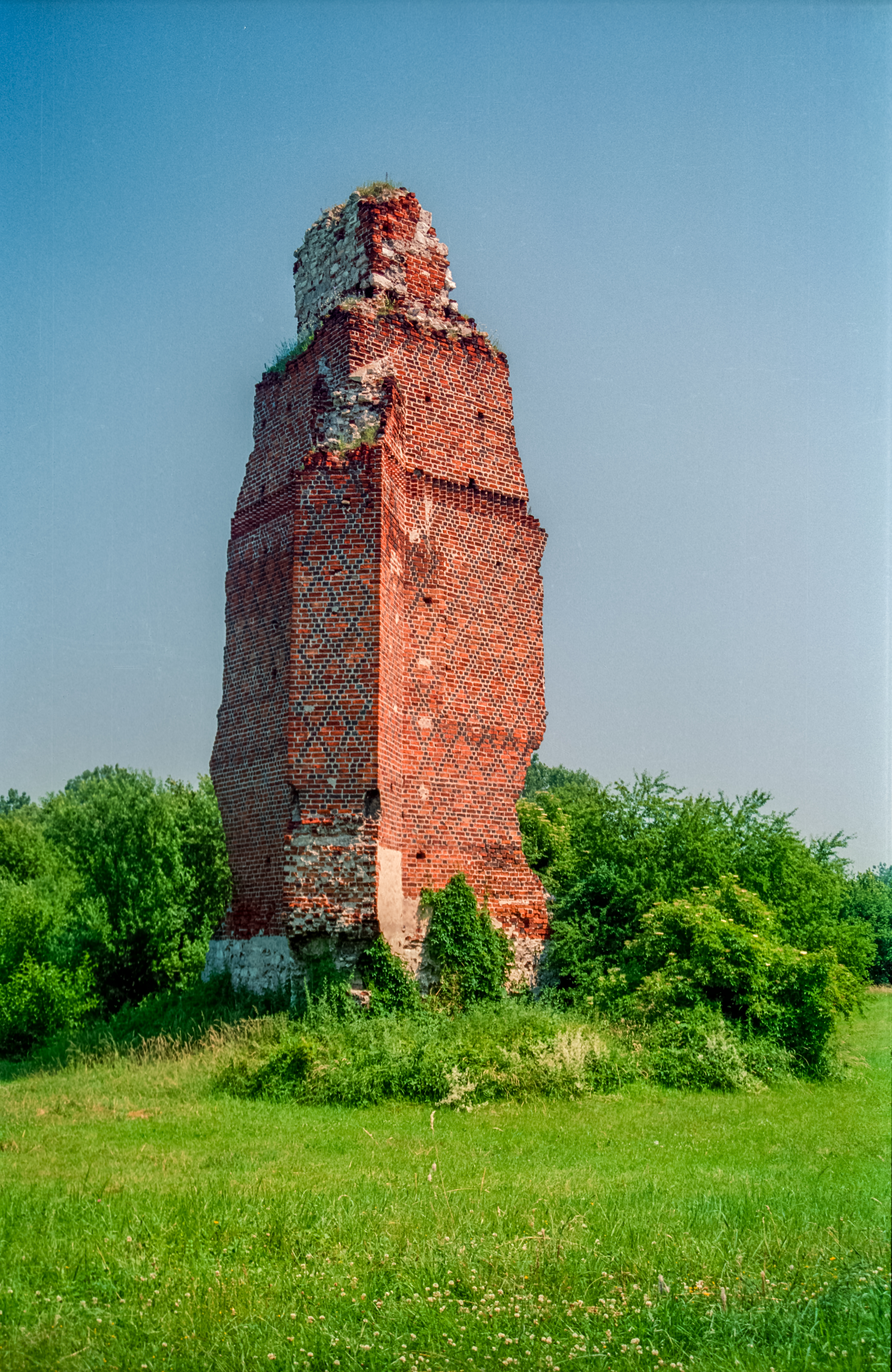
Narożnik muru zamkowego ze skośną skarpą o dekoracji rombowej wykonanej z zendrówki

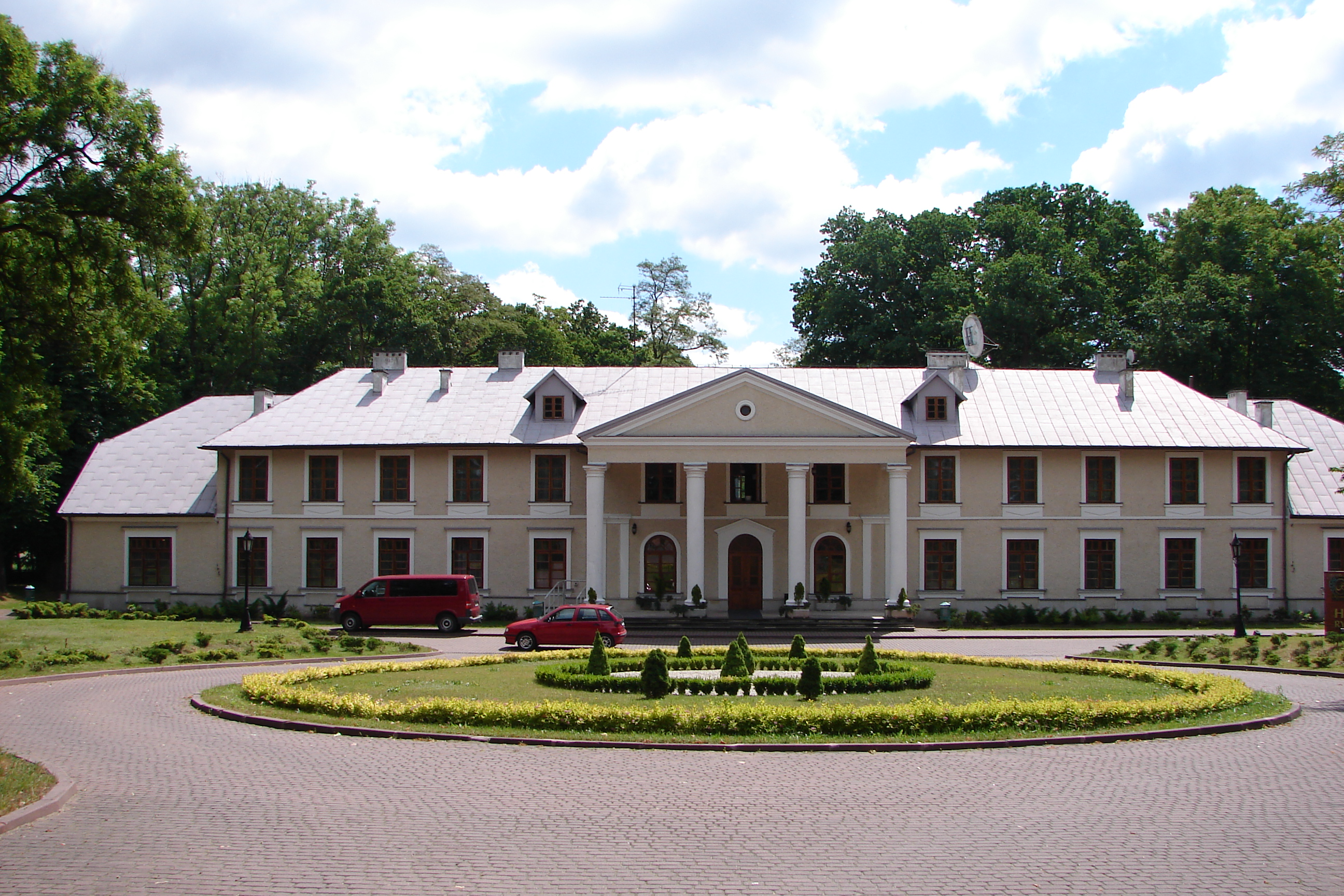
Pałac w Rytwianach

Rytwiany mają bogatą historię, ściśle związaną z historią pobliskiego miasta Staszowa. Okolice Rytwian zamieszkane były przez ludzi od neolitu, czego świadectwem są znalezione na tym terenie kamienne siekierki.
Pierwszym udokumentowanym właścicielem wsi był w XIII wieku Piotr Bogoria ze Skotnik. Na przestrzeni wieków kolejnymi właścicielami byli: biskup Mikołaj z Kurowa, biskup krakowski Wojciech Jastrzębiec, Jan Rytwiański, Mikołaj Kurozwęcki, Hieronim Łaski, Marcin Zaborowski, Tęczyńscy, Opalińscy, Lubomirscy, Potoccy i Radziwiłłowie.
Biskup krakowski Wojciech Jastrzębiec zlecił wybudowanie w Rytwianach zamku obronnego w stylu gotyckim. Zamek wzniesiono w rozlewiskach rzeki Czarnej w latach 1420–1436. Służył on kolejnym właścicielom wsi i w pierwszej połowie XIX wieku nadal był użytkowany, pomimo częściowej ruiny. W 1629 roku właścicielem wsi w powiecie sandomierskim województwa sandomierskiego był Jan Magnus Tęczyński. Warownię, zniszczoną w 1657 roku przez wojska księcia siedmiogrodzkiego Rakoczego, częściowo odbudowano, a w 1859 roku rozebrali ją Potoccy na materiał budowlany. Po zamku pozostał już tylko fragment (narożnik) jednej z baszt, wysoki na trzy piętra.
Za czasów Tęczyńskich Rytwiany stały się prawdziwym dworem magnackim i przeżywały najświetniejszy okres w swojej historii. W 1621 roku Jan Tęczyński sprowadził do Rytwian zakon kamedułów, któremu ufundował także klasztor i kościół. Wieś położona w powiecie sandomierskim województwa sandomierskiego wraz z folwarkiem wchodziła w 1662 roku w skład majętności rytwiańskiej Łukasza Opalińskiego. W 1819 roku przeniesiono ich do Warszawy, a kościół klasztorny służy nielicznym okolicznym mieszkańcom jako kościół parafialny.
Na przełomie XIX i XX wieku rodzina Radziwiłłów wybudowała we wsi własną rezydencję. W 2005 roku pałacyk, będący własnością  Elektrowni Połaniec został wyremontowany i przeznaczony na hotel.
12 sierpnia 1893 roku w Rytwianach urodził się pułkownik dyplomowany piechoty Andrzej Liebich.
W czasie okupacji niemieckiej mieszkająca we wsi rodzina Szymańskich udzieliła pomocy Marii Glass i Oldze Lilien. W 1979 roku Instytut Jad Waszem podjął decyzję o przyznaniu Janinie Szymańskiej z d. Jacuńska oraz Barbarze Szymańskiej z d. Makuch tytułu Sprawiedliwych wśród Narodów Świata.
Po uchwyceniu przyczółka baranowsko-sandomierskiego przez armię radziecką w 1944 roku Rytwiany stały się tymczasową siedzibą Kieleckiej Wojewódzkiej Rady Narodowej oraz Wojewódzkiego Urzędu Bezpieczeństwa Publicznego.
Ze względu na wyjątkowy urok okolicy klasztoru pokamedulskiego, nakręcono tam w 1973 roku IV i X odcinek serialu historycznego Czarne chmury. 28 września 2013 r. w refektarzu otwarto muzeum tego filmu. Zgromadzono w nim eksponaty wykorzystywane przy kręceniu serialu. W ogrodach przyklasztornych posadzono aleję osób związanych z filmem. Składają się na nią 22 drzewa podpisane imieniem i nazwiskiem danej osoby.

## Zabytki
- Ruiny gotyckiego zamku obronnego (1425) – pozostał z niego fragment ceglanego narożnego muru
- Barokowy kościół Zwiastowania NMP i klasztor pokamedulski „Pustelnia Złotego Lasu” XVII wiek – położony 3 km od wioski, zabytek klasy I
- Pałac Radziwiłłów (1919)
- Kaplica, szkoła, młyn rzeczny – dawne zabudowania Radziwiłłów
- Cegielnia, tartak i dawna gorzelnia (przełom XIX i XX wieku)

## Ulice
Poniżej w tabeli 3 ulice będące integralną częścią wioski Rytwiany, z aktualnie przypasanym im numerem zgodnym z TERYT z katalogu ULIC.

| Symbol ulicy | Nazwa ulicy               | Symbol ulicy | Nazwa ulicy             | Symbol ulicy | Nazwa ulicy     | Symbol ulicy | Nazwa ulicy           |
| ------------ | ------------------------- | ------------ | ----------------------- | ------------ | --------------- | ------------ | --------------------- |
| 00432        | ul. Armii Krajowej        | 08828        | ul. Kolejowa            | 14280        | ul. Niwy        | 37318        | ul. Artura Radziwiłła |
| 00868        | ul. Batalionów Chłopskich | 09546        | ul. Kościelna           | 15590        | ul. Pałacowa    | 19491        | ul. Sandomierska      |
| 01528        | ul. Boczna                | 09582        | ul. Tadeusza Kościuszki | 15733        | ul. Partyzantów | 20254        | ul. Słoneczna         |
| 02576        | ul. Cegielnia             | 10009        | ul. Krótka              | 16033        | ul. Piaskowa    | 21073        | ul. Staszowska        |
| 03839        | ul. Długa                 | 10562        | ul. Kwiatowa            | 17011        | ul. Polna       | 21970        | ul. Szkolna           |
| 05726        | ul. Golejowska            | 10898        | ul. Leśna               | 17054        | ul. Połaniecka  | 23795        | ul. Wąska             |
| 08485        | ul. Klasztorna            | 11596        | ul. Łąkowa              | 17171        | ul. Poprzeczna  | 23884        | ul. Wesoła            |